# Colleen Carlton
 (août 2022).
Colleen Cecile Carlton est un personnage du feuilleton télévisé Les Feux de l'amour. Elle est interprétée par  Lyndsy Fonseca de 2001 a 2005 puis par Tammin Sursok.

## Interprètes
Elle a été interprétée par :
- Alanna Masterson (de 1994 à 1995)

En 2001, adolescente, Colleen revient interprétée par :
- Lyndsy Fonseca (de 2001 à 2004 puis de 2004 à 2005)
- Adrianne Leon (du 18 janvier 2006 à juillet 2007)
- Tammin Sursok (du 30 juillet 2007 au 5 octobre 2009)

### La conception de Colleen
- Colleen est le fruit de l'amour entre la richissime romancière Traci Ann Abbott et Bradley Carlton (Brad), son jardinier. Quand Traci apprend qu'elle est enceinte, Brad et elle vont se remettre ensemble, mais le couple tient juste par l'amour qu'ils éprouvent pour leur fille. Quand Traci rencontre Steeve Connely, un éditeur qui l'aidera à finir son roman, ils se marieront et partiront à New York avec Colleen, dont le parrain est Victor Newman.
- Colleen sera élevée par Steeve qu'elle considère comme son véritable père.

### Le retour à Genoa City
- On retrouve Colleen 10 ans plus tard, elle a 13-14 ans et est une élève sérieuse et excellente en danse. Traci, sa mère découvre que Steeve la trompe, elle décide de revenir à Genoa City au manoir Abbott avec sa fille. Quand Colleen apprend la nouvelle, elle est déçue par Steeve et décide de faire la connaissance de Brad son véritable père Elle a aussi l'idée de remettre ses parents ensemble, mais Brad est maintenant marié à Ashley la sœur de Traci et a adopté Abby Carlton la fille biologique de Victor Newman et Ashley. Traci pardonne à Steeve et rentrera à New-York. Se sentant rejeté par Brad, déçue par Traci et Steeve, Colleen va se mettre à fréquenter des jeunes délinquants, elle va fumer des joints et sera prise avec de la marijuana au lycée, d'où elle est renvoyée.
- Son grand-père John Abbott réussit à la faire entrer à la Walnut Groove Academy de Genoa. Colleen n'aura pas le droit de sortir et sera sous la surveillance de son oncle, William Abbott. En cachette elle se rapproche de Troy, qui lui vend de la marijuana.
- Un soir alors que Colleen garde sa cousine et demi-sœur, Abby Carlton, elle se prépare à fumer ; Abby s'étouffe après avoir ingurgité un bouton de chemisier, Colleen réussit à la sauver. À partir de ce jour elle se promet de ne plus toucher à la drogue, car si ce soir-la, elle avait fumé, elle n'aurait pas pu sauver Abby. Colleen redeviendra une personne charmante et bonne élève.

### La rencontre avec J.T.
- Pendant la campagne publicitaire de Jabot cosmétiques, Colleen va remplacer Mackenzie Browning parmi les jeunes de l'été de Jabot. Là elle va rencontrer Jeffrey Todd Hellstrom (JT) un ami de son oncle William plus âgé qu'elle. Ils vont sympathiser et Colleen l'aide pour ses devoirs de littérature. Elle tombe amoureuse de J T, son grand-père, John Abbott, s'en rendant compte, ordonne à Colleen de ne plus le voir. Mais tout se compliquera quand J T tombera lui aussi amoureux de Colleen, ils se verront en cachette.
- Traci revient à Genoa et découvre Colleen et JT au parc. JT sera arrêté pour détournement de mineur et Traci ordonne à sa fille de rentrer avec elle à New-York ce que Colleen refuse. Ashley et Brad viennent en aide à Colleen, ils réussissent à la persuader de rester avec eux. Brad, se rendant compte que JT a changé et aime sa fille, accepte le jeune homme ; les charges qui pesaient contre lui seront abandonnées.
- Colleen et JT vivent leur première grande déception quand JT se fait draguer par Anita (la mère de Brittany Hodges) qui se sentant seule (son mari est toujours au travail) va embrasser JT au Lodges. Colleen les surprendra et aura le cœur brisé mais grâce à Lauren Fenmore qui est devenue la confidente des jeunes, ils se réconcilient

### L'affaire Kevin Fisher et le départ de Colleen
- C'est la rentrée à Genoa et Colleen s'est trouvé ses deux meilleures amis, Lily Winters et Sierra Hoffman. Lily qui cherche le grand amour s'inscrit sur un site et fait la rencontre de Kevin Fisher un jeune homme de 25 ans. Ils vont se rencontrer ; Colleen a un mauvais pressentiment. Très vite Kevin demande à Lily de coucher avec lui, ce qui se fera à la troisième tentative. La première fois Colleen les interrompt, pour se venger Kevin détruit tout dans l'appartement de JT, Raul et Brittany, et agresse Colleen dans le parc. JT sera là pour l'arrêter. La deuxième fois, Kevin achète de la lingerie sexy pour Lily mais elle refuse, il se met dans une telle colère que Lily lui propose de faire l'amour le lendemain.
- Lily fait l'école buissonnière et va chez Kevin, Colleen et Sierra comprenant la situation, avertiront les parents de Lily qui arriveront trop tard.
- Pour se venger, Kevin enferme Colleen dans la chambre froide du restaurant de Gina et y met le feu. Colleen est sauvée mais le restaurant complètement détruit. Kevin ne sera jamais condamné par manque de preuve.
- Début 2004, le couple JT et Colleen continue à vivre sans problème, jusqu'au jour où JT rencontre Shiloh une manager qui est prête à faire de lui une Rock star. Colleen est peinée par ce choix et se sent à l'écart. Lors d'une interview, JT avouera qu'il n'a pas de petite amie, ce qui vexera Colleen, elle décidera donc de redoubler d'efforts pour être admise dans une université prestigieuse de New York.
- Elle revient à Noël 2004 et passe les fêtes avec JT, ils se séparent en bons termes et elle repart à New York.

### Le retour à Genoa et Le passé de Brad
- En janvier 2006 Colleen revient, sous les traits d'Adrianne Leon, pour soutenir son grand-père, John, accusé d'avoir tué Tom Fisher, père de Kevin et ex-mari de Gloria la nouvelle femme de John et mère de Kevin. Colleen a aussi dans l'idée de récupérer JT qui sort maintenant avec Mackenzie. Elle a la désagréable surprise de se rendre compte que Kevin Fisher est apprécié à Genoa. Elle essaie d'ouvrir les yeux de son entourage en rappelant le mal qu'il lui fait. Malgré les dires de tout le monde, elle ne pardonnera pas à Kevin.
- Colleen et Daniel Jr feront semblant de sortir ensemble pour que Lily et Daniel Jr puissent se voir en secret (les parents de Lily ne veulent pas voir leur fille avec ce dernier).
- Mackenzie tombe enceinte de JT mais ne le lui dit pas. Seuls sa grand-mère Katherine Chancellor et Kevin sont au courant. Mackenzie fait une fausse couche, de retour de l'hôpital elle le dira à JT. Il va à l'Athletic club où il retrouve Victoria Newman. Elle aussi est dans une mauvaise passe avec Brad. Ils couchent ensemble ce qui entraine la séparation du couple Mackenzie-JT. Colleen est ravie de voir sa rivale quitter la ville sans avoir eu à lever le petit doigt.
- Malgré l'infidélité de Victoria, Brad et elle se marient. Quant à Colleen elle va habiter avec JT ce qui déplait à Brad. JT est engagé par Victor Newman pour enquêter sur le passé de Brad.
- JT et Colleen se remettent ensemble.
- JT et Paul Williams découvrent que Brad cache son identité depuis 20 ans. Ils décident d'aller à Cleveland, la ville où Brad a grandi et découvre qu'il s'appelle en réalité George Kaplan et qu'il est suspecté d'avoir assassiné tous les membres de sa famille. Colleen sent que JT lui cache quelque chose, il lui dévoile le passé de son père. Elle n'arrive pas à croire que son père peut être un assassin.
- John commence à perdre la tête et sort de prison pour rejoindre l'hôpital. JT retourne à Cleveland où il est enlevé. Colleen interroge son père au sujet de son passé, il lui apprend que toute sa famille a été tuée à part sa mère Rebecca Kaplan. Elle mère est une survivante du camp d'Auschwitz, pendant sa captivité, le commandant du camp l'avait utilisée pour répertorier toutes les œuvres d'art volées aux juifs. Après la guerre Rebecca a passé toute sa vie à retrouver et à restituer les œuvres d'art aux familles, il pense que c'est pour ça que sa famille a été tuée.
- Il décide alors de partir à Hawaï avec Victoria, Abby et Colleen afin que les ravisseurs ne s'en prennent pas à ses proches. Ils arrivent dans le jet privé ; une femme est là et se présente comme sa mère. Victoria qui ne connaît pas la vérité demande une explication, Brad lui explique tout, mais il reçoit un coup de fil d'un ravisseur lui disant qu'il détient sa femme et que si Brad veut la retrouver vivante il doit ramener le reliquaire de Grugeon. La femme enlevée est en réalité Sharon, confondue avec Victoria.
- Ne trouvant pas le reliquaire Victoria va fabriquer un faux. L'échange a lieu dans une église de Cleveland, JT et Sharon sont libérés et un des ravisseurs avoue être le fils du commandant du camp de concentration où était Rebecca et qu'il a tué la famille Kaplan. Brad tuera les deux hommes
- En juillet 2006, John Abbott meurt ; sa santé s'était dégradée depuis son incarcération pour l'assassinat de Tom Fisher. Le même soir  Colleen couche pour la première fois avec JT.

### La rencontre avec Adrian Korbel et le reliquaire de Grugeon
- Colleen commence à s'intéresser à Adrian Korbel, son professeur d'art à l'université. Celui-ci n'inspire pas confiance à Brad qui trouve que le professeur s'intéresse de trop prés aux collections d'art privées des Newman et Carlton ; ou même au reliquaire de Grugeon que Victor et Brad essayent de trouver pour élucider la cause du meurtre de la famille Kaplan. Colleen n'écoute pas son père et devient l'assistante de Korbel. Adrian et Colleen couchent ensemble le soir de la tempête de neige.
- JT découvre que Colleen l'a trompé ; c'est la fin du couple JT-Colleen. Elle revient vivre chez son père, qui apprend la nouvelle. Colleen et Adrian continuent de se voir en secret, mais Brad engage JT pour veiller sur Colleen, car il part en Europe avec Victor pour retrouver le reliquaire de Grugeon. De retour à Genoa Brad et Victor ont le reliquaire, et tentent de déchiffrer les mots "Kutna Hora" gravés sur l'objet précieux. Colleen raconte l'histoire à Adrian, qui l'aide à décrypter la phrase. Elle va dire à son père que le code indique une ville en république tchèque, où se trouve un trésor. Quand elle lui annonce que c'est Adrian qui l'a aidée, Brad est furieux.
- Colleen ira chez Adrian, ils coucheront ensemble, mais en se levant Colleen découvre dans la cuisine, le permis de conduire de Carmen Mesta, jeune femme assassinée il y a peu, puis des mèches de cheveux de Jana Hawkes. Colleen prend peur et s'enfuit. Dans le parking une personne l'assomme, elle se réveillera dans une chambre froide, suivie peu après par Kevin. Colleen découvre que c'est Jana qui les a enfermés, celle-ci explique qu'elle et son père ont cherché toute leur vie le reliquaire de Grugeon estimée à des milliards de dollars. Elle leur explique aussi que c'est elle qui a tué Carmen car elle l'avait vu voler une brochure à Victoria.
- Jana décide de les tuer de la même façon que Kevin l'avait fait avec Colleen y a quelques années, ils sont enfermés dans la chambre froide et elle met le feu, ils sont intoxiqués par la fumée. Colleen se rend compte que Kevin a changé et lui pardonne ; ils s'évanouissent.
- Ils sont sauvés in extremis par JT et Adrian, Kevin se réveille à l'hôpital mais l'état de Colleen est plus inquiétant. Pendant ce temps, Victor, Brad et Victoria sont en république tchèque pour élucider le mystère du reliquaire. Ils tombent sur Milan, le père de Jana ; une bagarre éclate et Brad tue Milan. Ils alertent les autorités et le trésor est remis à la république tchèque.
- Revenant à l'hôtel Brad, Victor et Victoria apprennent que Colleen est dans le coma. De retour à Genoa tout le monde s'en prend à Kevin ; Brad l'agresse pensant qu'il a voulu refaire du mal à Colleen,  JT l'accuse de la mort de Carmen et de tentative de meurtre sur Colleen. Tracy vient au chevet de sa fille. Après quelque temps Colleen se réveille et raconte toute la vérité. Brad présente ses excuses à Kevin, qui les refuse. Quant à Jana, elle disparait.

### De l'histoire avec Adrian à la mort de Colleen
- Tandis que Colleen file le parfait amour avec son professeur, son père divorce de Victoria, alors que celle-ci est enceinte, sans savoir si c'est de Brad ou de JT. Lily la meilleure amie de Colleen a elle aussi divorcé de Daniel JR ; celle-ci lui organisera une fête à l'Indigo, le club de jazz tenu par Neil Winters. Brad s'en prend à sa fille au sujet d'Adrian et menace de lui couper les vivres tant qu'elle restera avec lui ; mais Jack lui donnera de l'argent à sa nièce. En août 2007, furieuse, Colleen accepte qu'Adrian utilise l'histoire des Kaplan dans son nouveau livre "Sauvé des Cendres". Plus tard en avril 2008, Adrian donne une copie du livre à Colleen, celle-ci comprend qu'elle a fait une erreur et l'avouera à Brad. Brad arrive à obtenir un arrangement avec l'éditeur qui arrêtera la publication du livre. Adrian est furieux contre Colleen qui acceptera une offre pour un programme d'étude à Pékin mettant ainsi en pause leur relation.
- À son retour de Chine, la relation de Colleen et Adrian se dégrade, il couche avec Ambre Moore. Pour se venger Colleen couche avec le petit ami d'Ambre et ex-mari de Lily, Daniel jr, mais leur relation s'arrêtera quand Ambre et Daniel se remettront ensemble.
- En février 2009, Brad meurt en voulant sauver Noah Newman tombé dans un lac glacé. Pour honorer la mémoire de son père Colleen reprend son poste au conseil d'administration de Newman Entreprise. Victor et Colleen deviennent rivaux ; et elle le rend en partie responsable de la mort de son père. Plus tard, Jeffrey Bardwell et sa femme Gloria engageront un acteur pour salir la réputation de Colleen. Une vidéo où l'on voit Colleen danser nue avec un homme circulera sur internet. À la suite de cela elle est virée du CA de NE.
- En août 2009, Colleen avoue ses sentiments à JT et ils s'embrassent. Mais rapidement cela arrive aux oreilles de Victoria Newman, la femme de JT. JT mettra un terme à leur possible future relation car il préfère rester auprès de sa famille.

### La mort de Colleen
- Colleen sera prise en otage par Patty Williams (alias Mary Jane Benson) qui l'amène au lac de Genoa dans lequel Colleen se noiera. Au même moment, Patty pointe son arme sur Victor et Jack qui tentent de sauver Colleen. Patty tire sur Victor ; pour être sauvé, il devra subir une transplantation cardiaque.
- Le 5 octobre 2009 (diffusé en France le 18 avril 2013 sur TF1), Colleen étant en état de mort cérébrale, Tracy acceptera de donner le cœur de sa fille à Victor.

#### Sources
- http://www.soap-passion.com/yr/
- http://www.lesfeuxdelamour.org/
- http://www.cbs.com/daytime/the_young_and_the_restless//
- http://www.theyoungandtherestless.com/